# Мехелен (футбольний клуб)
«Мехелен» (нід. Yellow Red Koninklijke Voetbalclub Mechelen — укр. Жовто-червоний королівський футбольний клуб «Мехелен») — професіональний бельгійський футбольний клуб з міста Мехелен, провінція Антверпен. Заснований у 1904 році і грає у Вищому дивізіоні Бельгії, де є одним з середняків. Попри це, клуб має насичену національну та європейську історію. Наприкінці 1980-х клуб був одним з найсильніших у Бельгії, а у 1988 році виграв Кубок володарів кубків та Суперкубок УЄФА у нідерландського ПСВ Ейндговен.

## Склад команди
Станом на 27 квітня 2021

| №  | Поз. | Нац.              | Гравець                     |
| -- | ---- | ----------------- | --------------------------- |
| 1  | ВР   | Бельгія           | Гаетан Куке                 |
| 3  | ЗХ   | Нідерланди        | Лукас Бійкер                |
| 4  | ЗХ   | Тринідад і Тобаго | Шелдон Бато                 |
| 5  | ЗХ   | Нідерланди        | Сенді Волш                  |
| 7  | ПЗ   | Бельгія           | Джеффрі Гайреманс           |
| 8  | ПЗ   | Бельгія           | Онур Кая (капітан)          |
| 9  | НП   | Нідерланди        | Ферді Дройф (в оренді з АЗ) |
| 10 | НП   | Бельгія           | Ігор Де Камарго             |
| 11 | НП   | Бельгія           | Нікола Сторм                |
| 12 | ВР   | Бельгія           | Софьян Бузіан               |
| 13 | ПЗ   | Бельгія           | Йоахім Ва Дамме             |
| 15 | ВР   | Бельгія           | Яннік Тулен                 |

| №  | Поз. | Нац.         | Гравець                                   |
| -- | ---- | ------------ | ----------------------------------------- |
| 16 | ПЗ   | Бельгія      | Роб Схоофс                                |
| 17 | ПЗ   | Буркіна-Фасо | Трова Боні                                |
| 19 | НП   | Швеція       | Керім Мрабті                              |
| 20 | НП   | Швеція       | Густав Енгвалль                           |
| 23 | ЗХ   | Франція      | Тібо Пейре                                |
| 26 | ЗХ   | Швеція       | Віктор Вернерссон                         |
| 29 | ЗХ   | Буркіна-Фасо | Ісса Каборе (в оренді з «Манчестер Сіті») |
| 30 | ЗХ   | Бельгія      | Жорді Ванлерберге                         |
| 35 | НП   | Україна      | Мар'ян Швед (в оренді з «Селтіка»)        |
| 40 | ПЗ   | Бельгія      | Астер Вранкс                              |
| 88 | ПЗ   | Бельгія      | Стівен Дефур                              |

## Досягнення
- Чемпіонат Бельгії:
  - Чемпіон (4): 1942-43, 1945-46, 1947-48, 1988-89
- Кубок Бельгії:
  - Володар (2): 1986-87, 2018-19
- Кубок володарів кубків:
  - Володар (1): 1987-88
- Суперкубок УЄФА:
  - Володар (1): 1988